# Saint-Bonnet-la-Rivière
Saint-Bonnet-la-Rivière este o comună în departamentul Corrèze din centrul Franței. În 2009 avea o populație de 353 de locuitori.

## Evoluția populației
| An        | 1975 | 1982 | 1990 | 1999 | 2006 | 2009 |
| --------- | ---- | ---- | ---- | ---- | ---- | ---- |
| Populație | 367  | 334  | 327  | 305  | 338  | 353  |